# 安特環礁
安特環礁是西太平洋島國密克羅尼西亞聯邦的環礁，位於波納佩島西南約10英里，由13個島嶼組成，長11公里、寬7.6公里，土地面積1.86平方公里，潟湖面積74.33平方公里，島上無人居住，與波納佩島和帕金環礁合組而成謝尼亞溫群島，屬於加羅林群島的一部分。